# Mednarodna konvencija o standardih za usposabljanje, pooblastilih in opravljanju straže pomorščakov
Mednarodna konvencija o standardih za usposabljanje, pooblastilih in opravljanju straže pomorščakov (angleško International Convention on Standards of Training, Certification and Watchkeeping for Seafarers, STCW) obravnava na splošno pogoje, ki jih morajo izpolnjevati pomorščaki za opravljanje svojega poklica in še posebne pogoje o usposobljenosti oseb, ki prevažaja nevarne snovi v pomorskem prometu.
Sprejeta je bila leta 1978 v Londonu na konferenci Mednarodne pomorske organizacije (IMO). 
Pred konvencijo STCW 1978 so posamezne države same urejale to področje, običajno ne glede na že obstoječo prakso drugih držav. Zato so se standardi in posamezni postopki med seboj zelo razlikovali ne glede na to, da je pomorstvo izmed vseh dejavnosti najbolj mednarodno usmerjeno.
V konvenciji so postavljeni minimalni zahtevki  za posadko. Konvencija ne predstavlja modela, po katerem bi morale države uriti posadko. V mnogih državah so ti zahtevki precej strožji od zahtevkov določenih v konvenciji. Zaradi napredka tehnologije je bila konvencija modificirana leta 1995.